# Operacja Piorun (film)
Operacja Piorun (ang. Thunderball) – czwarty film wytwórni EON Productions o przygodach brytyjskiego agenta Jamesa Bonda, w reżyserii Terence’a Younga na podstawie powieści Iana Fleminga Operacja Piorun. Po raz czwarty w rolę agenta 007 wcielił się Sean Connery.
Film opowiada o walce Jamesa Bonda z Emilio Largo, żądającym ogromnego okupu pod groźbą zniszczenia jednego miasta w USA i jednego miasta w Anglii.
W 1966 film otrzymał Oscara za efekty specjalne podczas 38. ceremonii wręczenia nagród.
W 1983 powstał remake Operacji Piorun pod tytułem Nigdy nie mów nigdy z Seanem Connerym w roli głównej.

## Fabuła

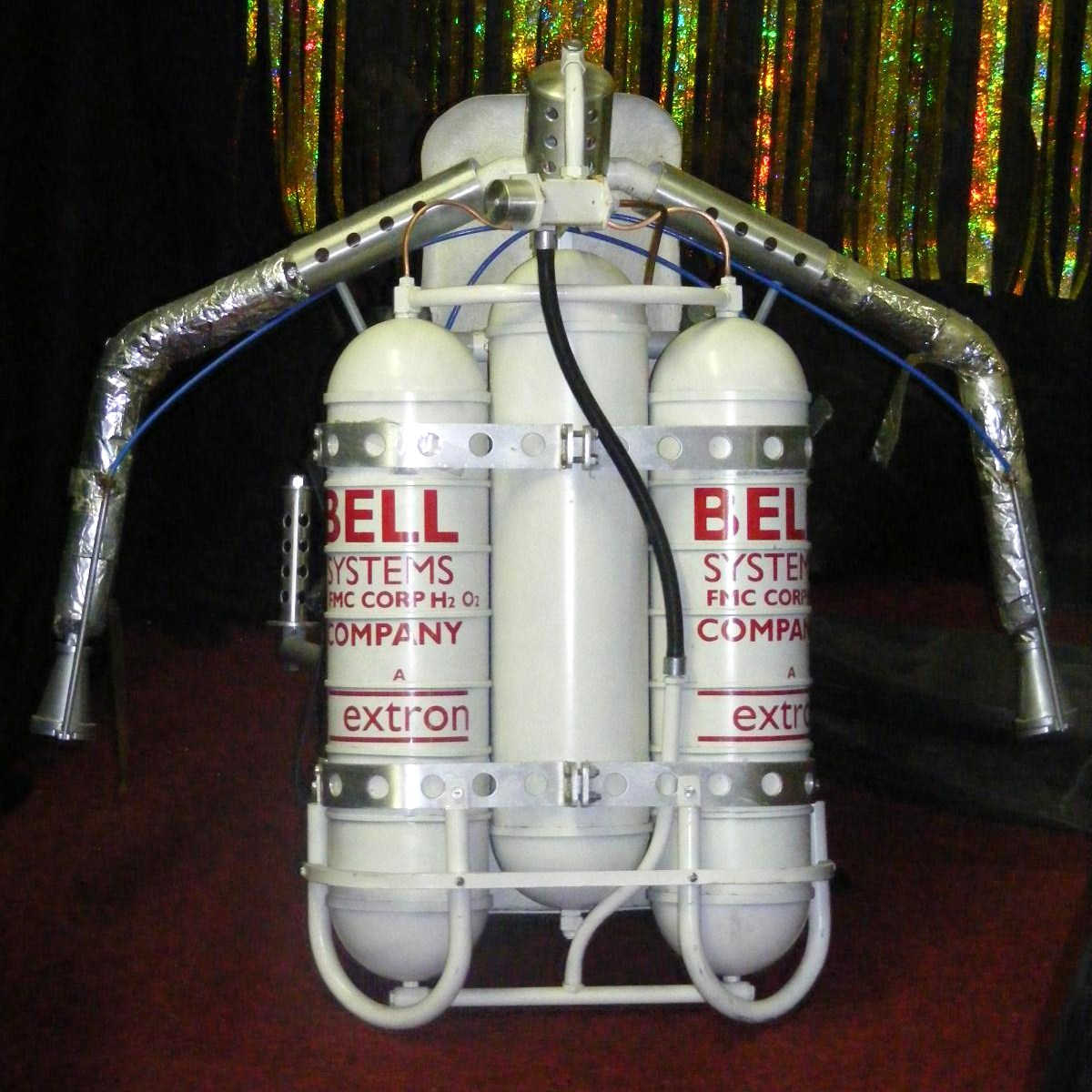
Jet pack

Emilio Largo z międzynarodowej organizacji przestępczej WIDMO wraz ze współpracownikami kradnie samolot należący do NATO, na którego pokładzie znajdują się dwie bomby atomowe. Następnie szef organizacji WIDMO, Ernst Stavro Blofeld (Numer 1), wysyła do premiera Wielkiej Brytanii nagranie, w którym żąda wypłacenia okupu w wysokości 100 milionów funtów szterlingów, pod groźbą zrzucenia bomb na duże miasto w Wielkiej Brytanii lub USA.
James Bond staje przed wyjątkowo trudnym zadaniem – musi odnaleźć miejsce przechowywania bomb. Z pomocą pięknej Domino, kochanki Emilio Largo, i siostry majora Dervala z NATO Jamesowi Bondowi udaje się zlokalizować karaibską kryjówkę wiceszefa WIDMA. Agent 007 odkrywa także, że bomby umieszczono w podwodnej grocie, ale zanim zdoła przekazać tę informację do CIA, zostaje schwytany i uwięziony.

## Produkcja
Zdjęcia do filmu kręcono na terenie czterech państw w następujących lokacjach:
- Bahamy: Nassau
- Anglia: hrabstwo Buckinghamshire (Chalfont Park, Beaconsfield); hrabstwo Northamptonshire (tor wyścigowy Silverstone Circuit);
- Francja: Paryż; departament Eure-et-Loir (zamek w Anet);
- USA: Floryda (Silver Springs State Park, Miami)[1].

## Obsada
- Sean Connery – James Bond
- Claudine Auger – Dominique „Domino” Derval
- Nikki van der Zyl – Dominique „Domino” Derval (głos)
- Adolfo Celi – Emilio Largo / Numer 2
- Robert Rietti – Emilio Largo / Numer 2 (głos)
- Luciana Paluzzi – Fiona Volpe
- Rik Van Nutter – Felix Leiter
- Paul Stassino –
  - Angelo Palazzi
  - mjr NATO François Delvar
- Martine Beswick – Paula Caplan
- Philip Locke – Vargas
- Michael Brennan – Janni
- George Pravda – Władysław Kutz
- Bernard Lee – M
- Lois Maxwell – panna Moneypenny
- Desmond Llewelyn – Q
- Guy Doleman – hrabia Lippe
- Earl Cameron – Pinder
- Molly Peters – Patricia Fearing
- Barbara Jefford – Patricia Fearing (głos)
- Anthony Dawson – Ernst Stavro Blofeld / Numer 1
- Eric Pohlmann – Ernst Stavro Blofeld / Numer 1 (głos)
- Rose Alba – płk Jacques Bouvar jako madame Boitier
- Bob Simmons – płk Jacques Bouvar / Numer 6
- Mitsouko – Mademoiselle LaPorte
- Catherine Clemence – Mademoiselle LaPorte (głos)
- Bill Cummings – Quist
- Victor Beaumont – Numer 3
- Philip Stone – Numer 5
- Cecil Cheng – Numer 7
- Michael Smith – Numer 8
- Clive Cazes – Pierre Borraud / Numer 9
- André Maranne – Numer 10
- Murray Kash – Numer 11